# محطة أوليفر للرصد
محطة أوليفر للرصد (بالإنجليزية: Oliver Observing Station)‏ محطة رصد فلكي خاصة مستقلة مزودة بمقراب إحترافي، يديرها ويملكها معهد مونتيري للبحوث الفلك [الإنجليزية]، سميت المحطة نسبةً إلى المخترع والعالم الأمريكي برنارد إم. أوليفر.

## الموقع
تقع المحطة ضمن نطاق غابة لوس بادريس الوطنية [الإنجليزية]، على بعد 20 ميل (32 كيلومتر) جنوب شرق كارمل فالي في كاليفورنيا، وعدة أميال شمال دير تاساجارا [الإنجليزية]، تم كشف الموقع الذي يرتفع 5,000 قدم (1,500 متر) عن مستوى سطح البحر أول مرة من قبل والكر عام 1970، ثم خصص بالكامل من قبل هتر (1997) لكونه يوفر نطاق رؤية فلكية دون الثانية القوسية، بالإضافة إلى جودة القياسات الطيفية المرتفعة للموقع طول العام، الموقع محمي كليًا من التلوث الضوئي فمن الجهة الجنوبية توجد برية فينتانا [الإنجليزية] ضمن غابة لوس بادريس الوطنية [الإنجليزية] ومن الغرب يحده المحيط الهادئ، يتأثر من الإتجاه الشمالي بأضواء مجمع ساليناس مونتيري وسان خوسيه، الشرق معتم نوعًا ما لوجود وادي ساليناس [الإنجليزية] ذو المساحات الزراعية لكنه ما يلبث أن يتأثر بالتلوث خصوصًا عند منطقة سوليداد.

## الخدمات
يحتوي المرصد على تلسكوب كاسيغريان عاكس بقطر "36 بوصة وهو التلسكوب الأول الذي بني من قبل (د.فرانك ميلشيمير) المرآة المستعملة في التلسكوب أتت من مشروع ستراتوسكوب؛ التجربة الأولية لمرصد هابل الفضائي.
باللإضافة إلى مطياف كاسيغريان ذو المنفذ المزدوج، ومطياف إيشيل [الإنجليزية]، وكاميرات مباشرة تستخدم للتصوير والقياس الطيفي الدقيق.

## طالع أيضًا
- قائمة المراصد الفلكية
- مرصد هابل الفضائي
- مرصد مونا كيا